# Karl Friedrich Schinkel
Karl Friedrich Schinkel (Neuruppin, 1781. március 13. – Berlin, 1841. október 9.) német klasszicista építész és festő.

## Életpályája
Gilly építészeti főtanácsos alatt tanulta és gyakorolta az építészetet. 1803-ban Itáliába utazott, 1805-ben hazájába tért vissza. 1810-ben elkészítette Lujza porosz királyné mauzóleumának tervét. 1815-ben titkos építészeti főtanácsos lett, 1820-ban az építészet tanára az akadémián. 1816-ban építette Berlinben a Királyi Őrség épületét, azután a királyi színház újjáépítését fejezte be. 1819-ben építette a Várhidat, 1821-ben a nemzeti emléket a Kreuzbergen, 1824-ben a Werder-féle gót templomot. Ezen időszak fő műve volt az 1825–30 között épült Altes Museum. Schinkel készítette az előcsarnok falképeit is. 1832–35 között építette a régi építészeti akadémiát középkori motívumokkal, amelyeket többek között a potsdami Babelsberg kastélynál, a zittaui városházánál is alkalmazott. Összesen 83 építménye készült el. Meg nem valósult tervei közé tartoznak pl. az athéni Akropolisz királyi várrá való átalakításnak terve, a krími Orianda császári palota, II. Frigyes porosz király emlékének terve.

## Publikációk
Építészeti tervei 26 füzetben jelentek meg.

## Családja
Felesége Susanne Berger (* 1784, Stettin; † 1861. május 27., Berlin), egy szczecini borkereskedő leánya volt, négy gyermekük született: Marie (* 1810), Susanne (* 1811), Karl Raphael (* 1813) és Elisabeth (* 1822).

## Emlékezete
- Sírja Berlinben található.

## Művei

### Építészet
- 1800, Pomona templom a Pfingstbergen, Potsdamban
- 1802, Épület a Bärwinkel farmon, Neuhardenberg mellett
- 1800-tól 1803-ig Kúria, bíróság, iskolaház és templom a leégett Quilitz faluban (ma Neuhardenberg )
- 1802, Buckow kastély (rekonstrukció)
- 1806, Owinsk kastély, Poznan (Ludwig Catellel együtt)
- 1806, Rosenau kastély (Coburg)
- 1810, Louise királynő temetkezési helye Berlinben
- 1810, Ehrenburg kastély, Coburg (teljes rekonstrukció)
- 1814, Johanniter Kirche Sonnenburg (Słońsk), újratervezés
- 1814-1817, falusi templom (Heiligengrabe) (Ostprignitz)
- 1815, Alexisbad, hercegi teapavilonként épült
- 1815, Szent Márton plébániatemplom Nienhagenben (Schwanebeck)
- 1816, Stuhm evangélikus temploma ( Nyugat-Poroszország ), Schinkel tervei alapján, építésvezető 1816–1818 Salomo Sachs.
- 1817, Chorin kolostor, a kolostortemplom és a környező létesítmények rekonstrukciója és felújítása Eberswalde közelében Brandenburgban
- 1817, Kreuzkirche in Joachimsthal (Barnim)
- 1817, Lehr-Escadron-Kaserne, egykori katonai fogolytábor Berlinben
- 1818, Mewe-i evangélikus templom (Nyugat-Poroszország), Schinkel tervei alapján, építésvezető 1818–1823 Salomo Sachs.
- 1818, Neue Wache az Unter den Linden körúton Berlin-Mitte-ben
- 1818, Schauspielhaus (Berlin) a Gendarmenmarktnál Berlin-Mitte-ben
- 1818, A felszabadító háborúk nemzeti emlékműve Berlin-Kreuzbergben
- 1819, Híd Berlin-Mitte-ben
- 1819-1821 Evangélikus templom (Ozimek), német Malapane
- 1819-1821 Szent Péter -templom (Büderich)
- 1819-1822 körül Seifersdorf vára – az egykori reneszánsz kastély rekonstrukciója Schinkel tervei alapján, neogótikus stílusban
- 1820 és 1822 között Wesel-Büderich evangélikus temploma
- 1821, Tegel-kastély Berlin-Tegelben (teljesen áttervezve Wilhelm von Humboldt számára )
- 1821-1824, Bischmisheim evangélikus templom, nyolcszögletű templom Bischmisheimben, ma Saarbrücken kerülete
- 1822, Neuhardenberg kastély (teljes rekonstrukció Karl August von Hardenberg számára )
- 1822-1823 Heilsberg protestáns templom, ma lengyel ortodox Szent Péter és Pál templom
- 1823, Luisenkirche Berlin-Charlottenburgban
- 1823, Oels városháza Alsó-Sziléziában (új épület tűzeset után)
- 1823, Városháza (Düsseldorf) (homlokzat) Düsseldorf óvárosában
- 1824, Antonin vadászkastély, Poznan
- 1824, Altes Múzeum Berlin-Mitte-ben, eredeti nevén "Királyi Múzeum"
- 1824, Friedrichswerder templom Berlin-Mitte-ben
- 1824, Potsdami kapu Berlinben
- 1824, Carl Ferdinand von Graefe Villa a berlini Tiergartenben , a II. világháborúban elpusztult.
- 1824, Szent Mária Magdolna plébániatemplom Voigtsdorfban, Habelschwerdt közelében
- 1825, új pavilon Berlin-Charlottenburgban
- 1825, Glienicke-palota Berlin-Zehlendorfban (teljes újratervezés)
- 1825, Theatre Aachen (Johann Peter Cremer tervének felülvizsgálata)
- 1826, Régi világítótorony, Arkona-fok Rügennél
- 1826, falusi templom Straupitzban (Spreewald)
- 1827, Elisenbrunnen Aachenben
- 1828, Társasház a magdeburgi Klosterbergegartenben
- 1828–1831 Neuer Packhof, Múzeum-sziget, Berlin; az utolsó épületet 1938-ban bontották le
- 1829, Feilner háza Berlinben
- 1829, Charlottenhof palota Potsdamban
- 1829, a Gewerbeinstitut bővítése a Klosterstraße-n Berlin-Mitte-ben, a második világháborúban elpusztult
- 1830, Szent Miklós templom a potsdami régi piacon
- 1831, Altstädtische Hauptwache a drezdai Theaterplatzon
- 1831, Katolikus templom (új épület) Kupferbergben/Alsó-Szilézia
- 1831, Alexander-Newski -Kirche ( Kapelle ) Peterhofban
- 1831, Berlin-Mitte-i "Általános Építőiskola"
- 1832, városháza Kolbergben
- 1832, Immánuel templom Presterben, ma Magdeburg kerülete
- 1832, börtön Insterburgban, Kelet-Poroszországban ; ma Csernyahovszk, Kalinyingrádi terület , Orosz Föderáció
- 1832, a berlini Szent János-templom
- 1833, Fürdő Potsdamban, Sanssouci Park
- 1833, Palais Redern a Pariser Platzon Berlin-Mitte-ben (1906-ban lebontották, hogy helyet adjon a Hotel Adlonnak)
- 1833, Zittau- i Szent János-templom
- 1834, Babelsberg kastély Potsdamban
- 1834-ben az úgynevezett berlini külvárosi templomok, köztük az Erzsébet-templom
- 1834, a hamburgi Jenisch-ház tervei , amelyeket Franz Gustav Forsmann jelentősen módosított. A változások olyan jelentősek, hogy a meglévő épület már nem nevezhető Schinkel épületének.
- 1835, templom Sternbergben (Neumark)
- 1835, új berlini csillagvizsgáló
- 1835, Kastély Sittnowban Vandsberg közelében, ma Sypniewo
- 1835, Stolzenfels-kastély a Rajnánál (Koblenz közelében)
- 1835, Alte Nazarethkirche Berlinben
- 1836, A Lipcsei Egyetem főépületének homlokzata
- 1836, a Granitz vadászkastély központi tornya, Rügen
- 1836, Kunnerwitz Megváltó temploma
- 1837, Academic Gymnasium Danzig Winterplatz (korábban: Buttermarkt, ma: targ maslany )
- 1837, a Szent Szív templom (Glisno)
- 1837, Rogoziniec (Rogsen) Szent József-templom, Lubusz vajdaság , Lengyelország
- 1838, Óvárosi templom Königsbergben
- 1838, Kamenz kastély, Szilézia
- 1840, templom Trebschenben (Alsó-Szilézia)
- 1840, templom Gumbinnenben, Kelet-Poroszország ; ma Gusev , Kalinyingrádi terület , Orosz Föderáció
- 1840, Villa Vogelsang Essenben

## Galéria

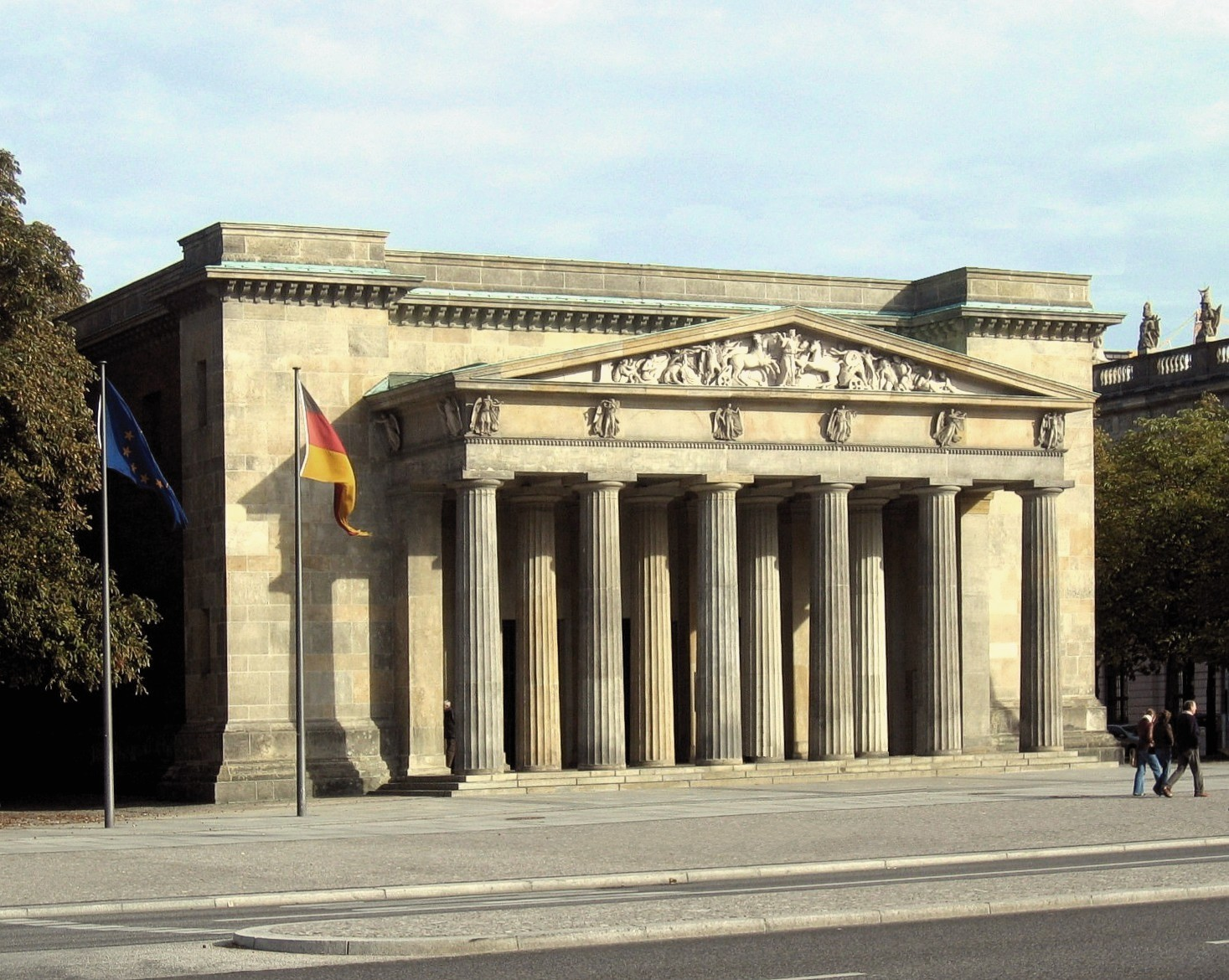
A Királyi Őrség egykori épülete Berlinben (ma a Háborúk és diktatúrák áldozatainak emlékhelye)
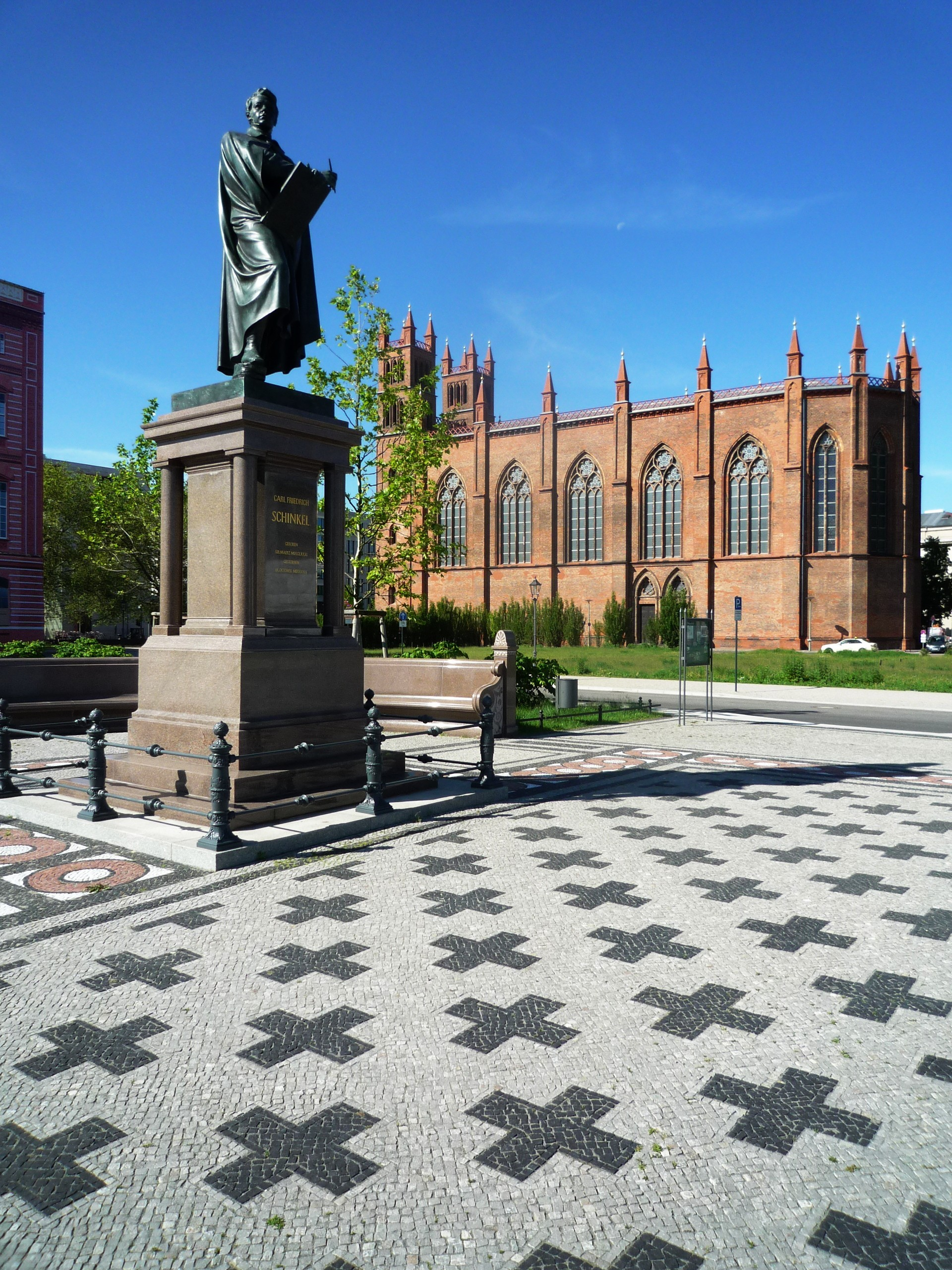
A berlini Schinkel tér emlékművel, hátul a Werder-féle templom
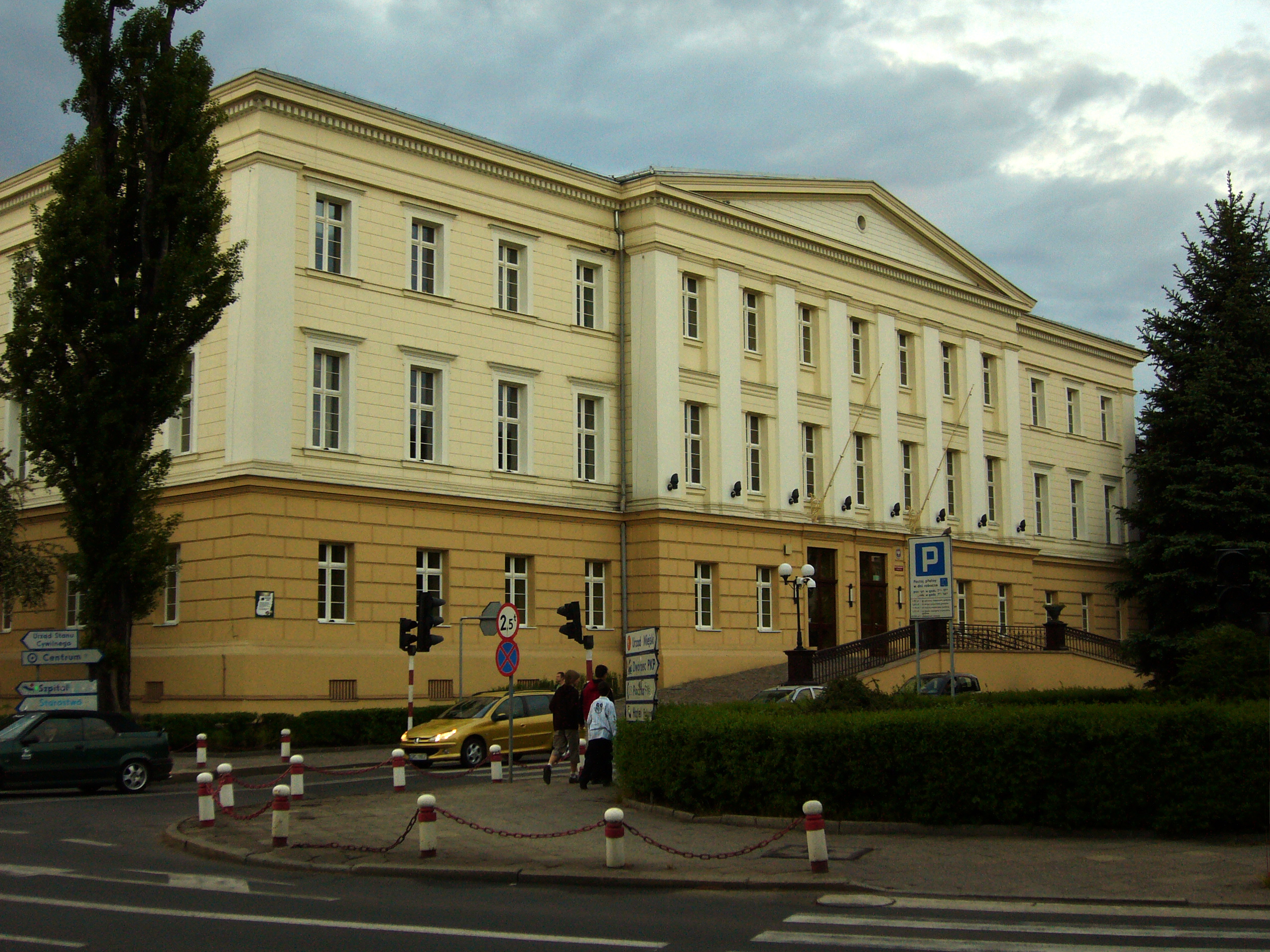
A ratibori (ma Racibórz) bíróság Schinkel terve alapján készült épülete
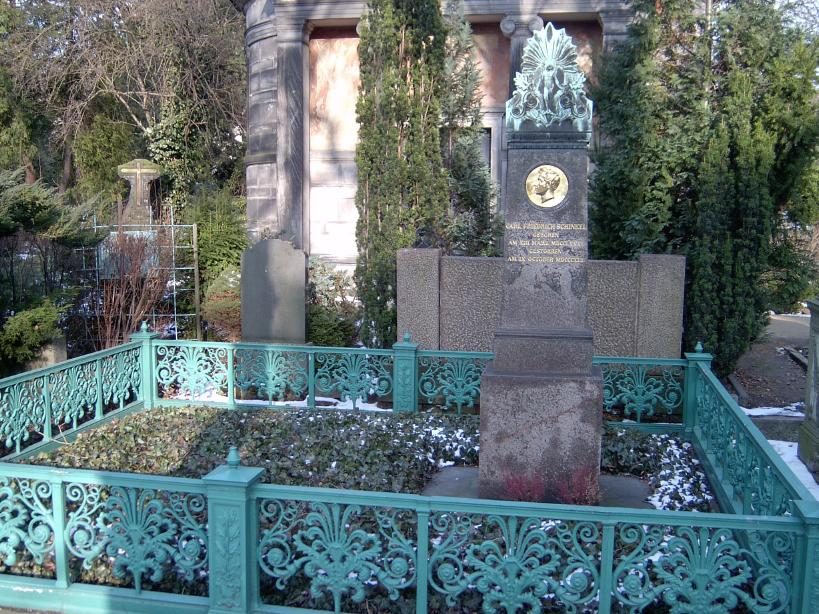
Schinkel sírja Berlinben
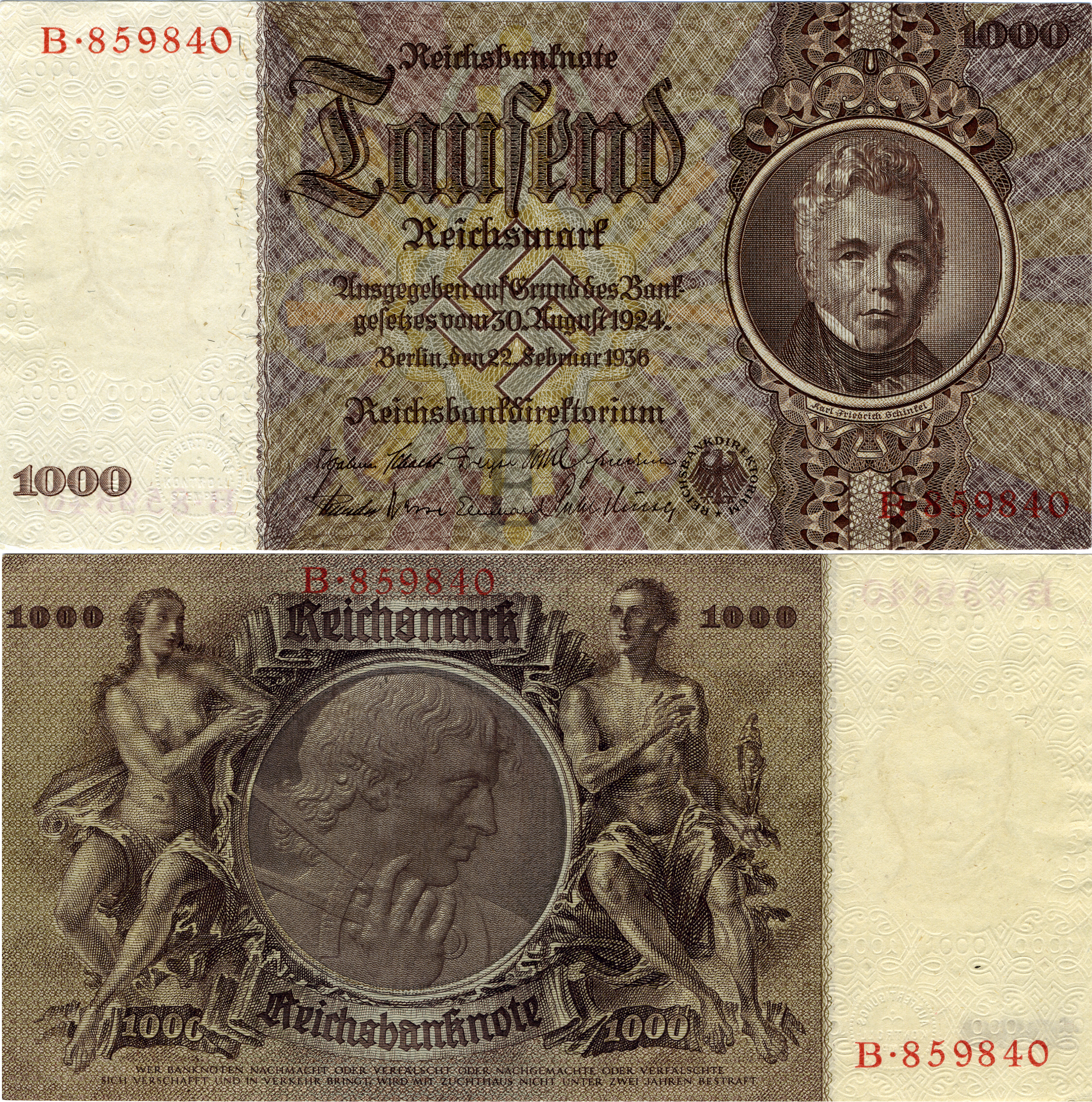
Karl Friedrich Schinkel portréja az 1936-os 1000 birodalmi márkás bankjegyen.